# Morosunggingan
Morosunggingan is een bestuurslaag in het regentschap Jombang van de provincie Oost-Java, Indonesië. Morosunggingan telt 3647 inwoners (volkstelling 2010).